# Drijvende waterweegbree
Drijvende waterweegbree (Luronium natans) is een waterplant die behoort tot de waterweegbreefamilie (Alismataceae).

## Determinatie
Het is een 10–90 cm hoge waterplant met deels ondergedoken rozetbladen en deels drijvende blaadjes van enkele centimeters groot. De gesteelde drijvende blaadjes zijn eirond tot elliptisch en het ondergedoken blad lijnvormig. 
De drietallige bloemen zijn wit met een geel centrum en 2 cm in middellijn. De bloemen kunnen drijven op het water of enkele cm boven het water uitsteken. De dopvruchtjes zitten met 6–9 op een hoofdje dat onder water rijpt. De geribde, 2,5 mm lange en 1 mm brede vruchtjes zijn stomp en hebben een stekelpunt. De plant bloeit van mei tot augustus.

## Ecologie
Drijvende waterweegbree is een plant van helder, oligotroof tot mesotroof (fosfaatarm), zwak zuur water. Ze komt voor in laaglandbeken, vennen, kanalen en poelen. Drijvende waterweegbree kent verschillende, in elkaar overlopende, verschijningsvormen die samenhangen met de waterdiepte en dynamiek ter plekke. In diep (meren) of stromend water (beken) worden dichte matten met rozetten gevormd, met alleen ondergedoken lijnvormige bladeren. In ondiepe delen van vennen en plassen ontwikkelen zich vanuit deze rozetten bloeiende planten met kenmerkende drijfbladeren. Op periodiek droogvallende oevers ontwikkelen zich planten met gesteelde bladeren die vaak uitbundig bloeien. De onderwatervorm kan verward worden met ondergedoken planten van moerasweegbree en jonge planten van waterweegbree, egelskop en pijlkruid.

### Syntaxonomie
Drijvende waterweegbree is een kensoort voor de oeverkruid-klasse (Littorelletea). Soms komt de soort echter ook voor in vegetatie van de fonteinkruiden-klasse (Potametea).

## Verspreiding
Het natuurlijke verspreidingsgebied van drijvende waterweegbree omvat grote delen van Europa, van Zuid-Frankrijk tot Noord-Engeland en Zuid-Zweden en oostwaarts tot Noord-Duitsland en Polen.
In Nederland is het een vrij zeldzame soort met een uitgebreide verspreiding in de hoge delen van Nederland met het zwaartepunt in Noord-Brabant.

## Bescherming
De drijvende waterweegbree staat op de Nederlandse Rode lijst van planten als vrij zeldzaam en sterk afgenomen; de status in Vlaanderen is zeldzaam. De plant staat op de EU-Habitatrichtlijn. Plukken, verplanten, beschadigen, in de handel brengen of vervoeren is verboden (ook in gedroogde toestand). In Nederland is de plant beschermd in het kader van de Wet natuurbescherming. 

## Afbeeldingen

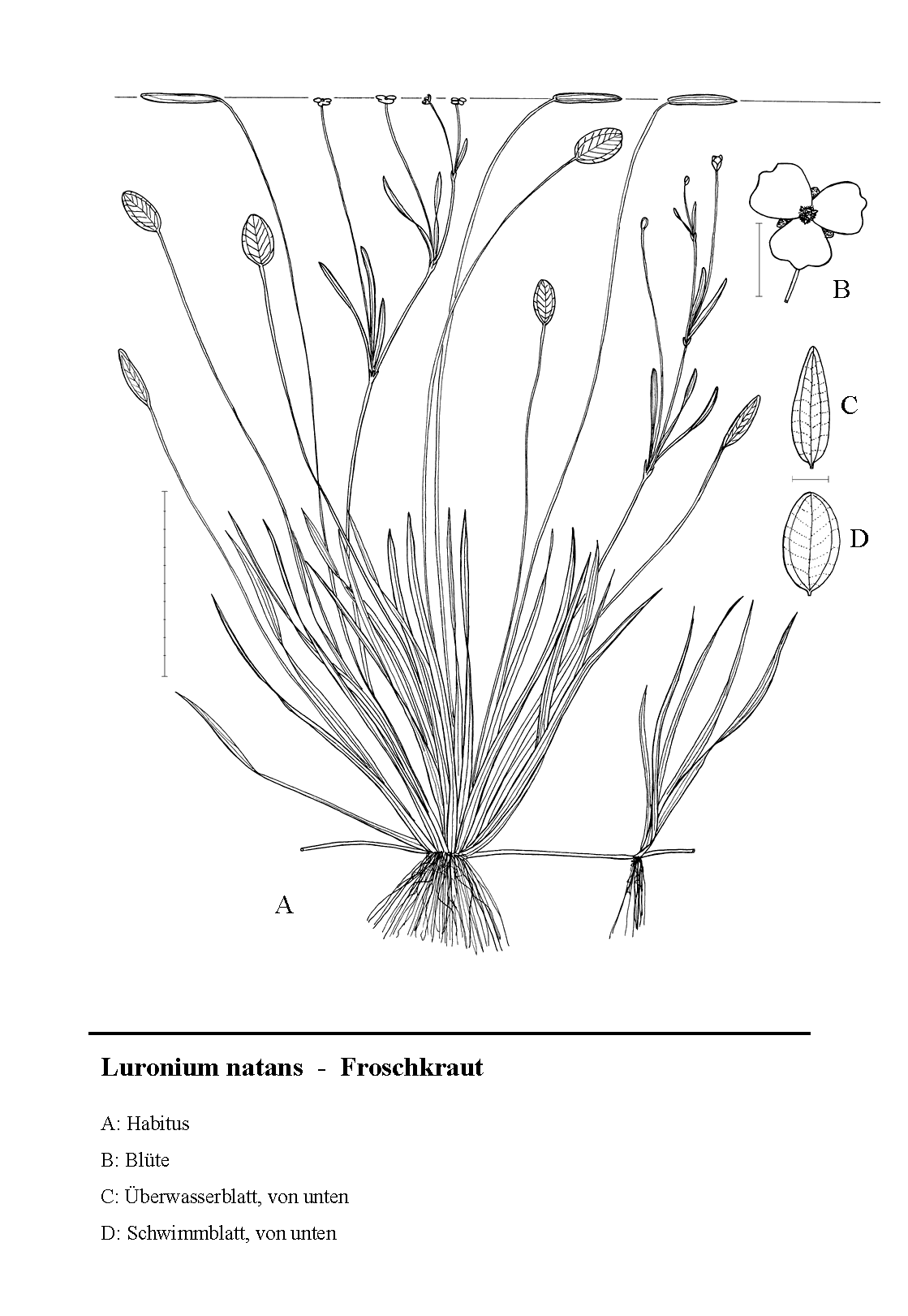
Tekening onderwaterdeel van de plant
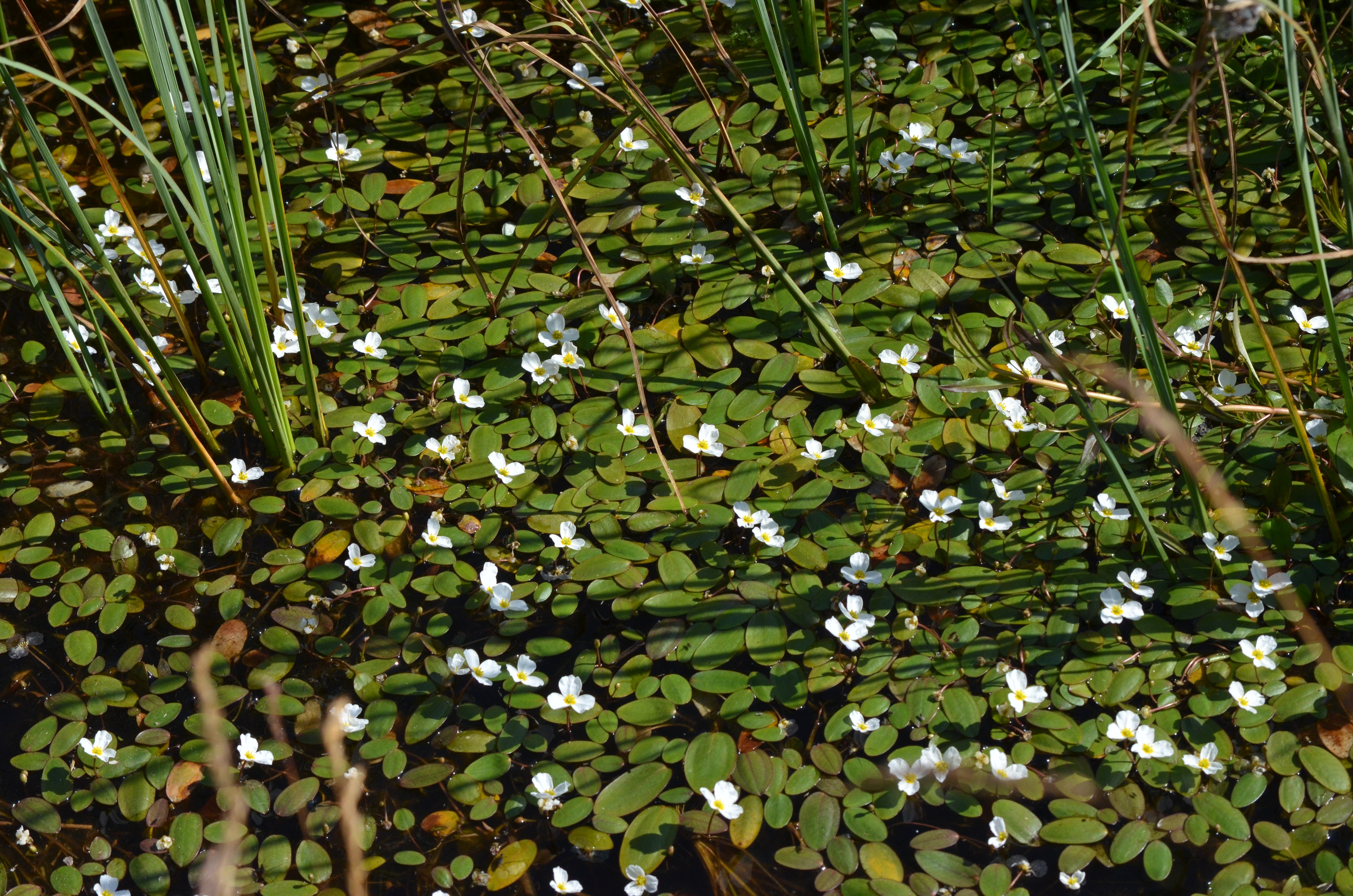
Drijvend blad en uit het water stekende bloemen
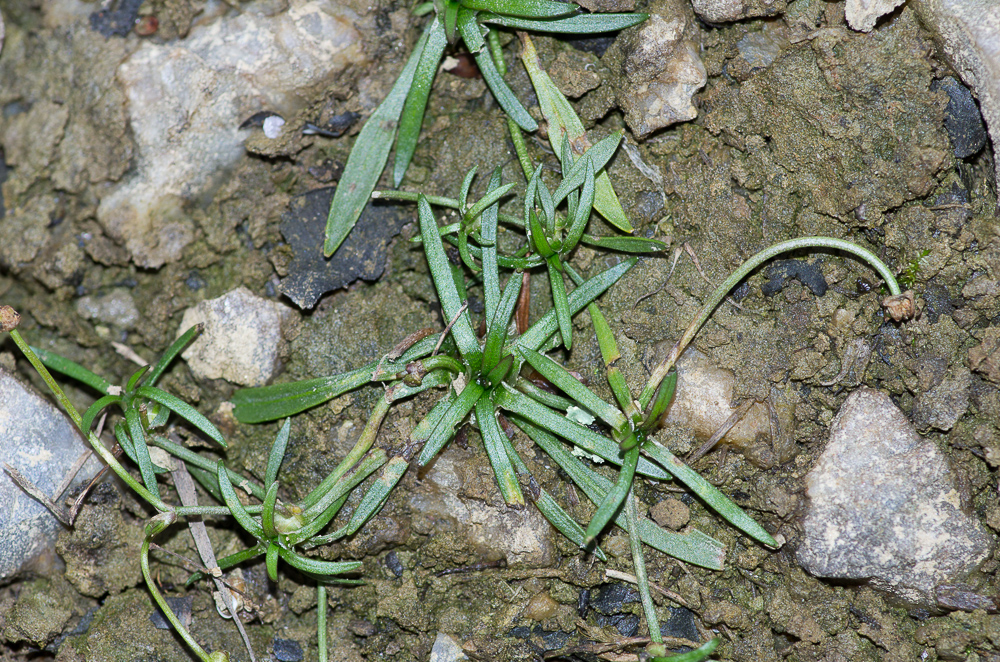
Rozet met lintvormig blad op de oever
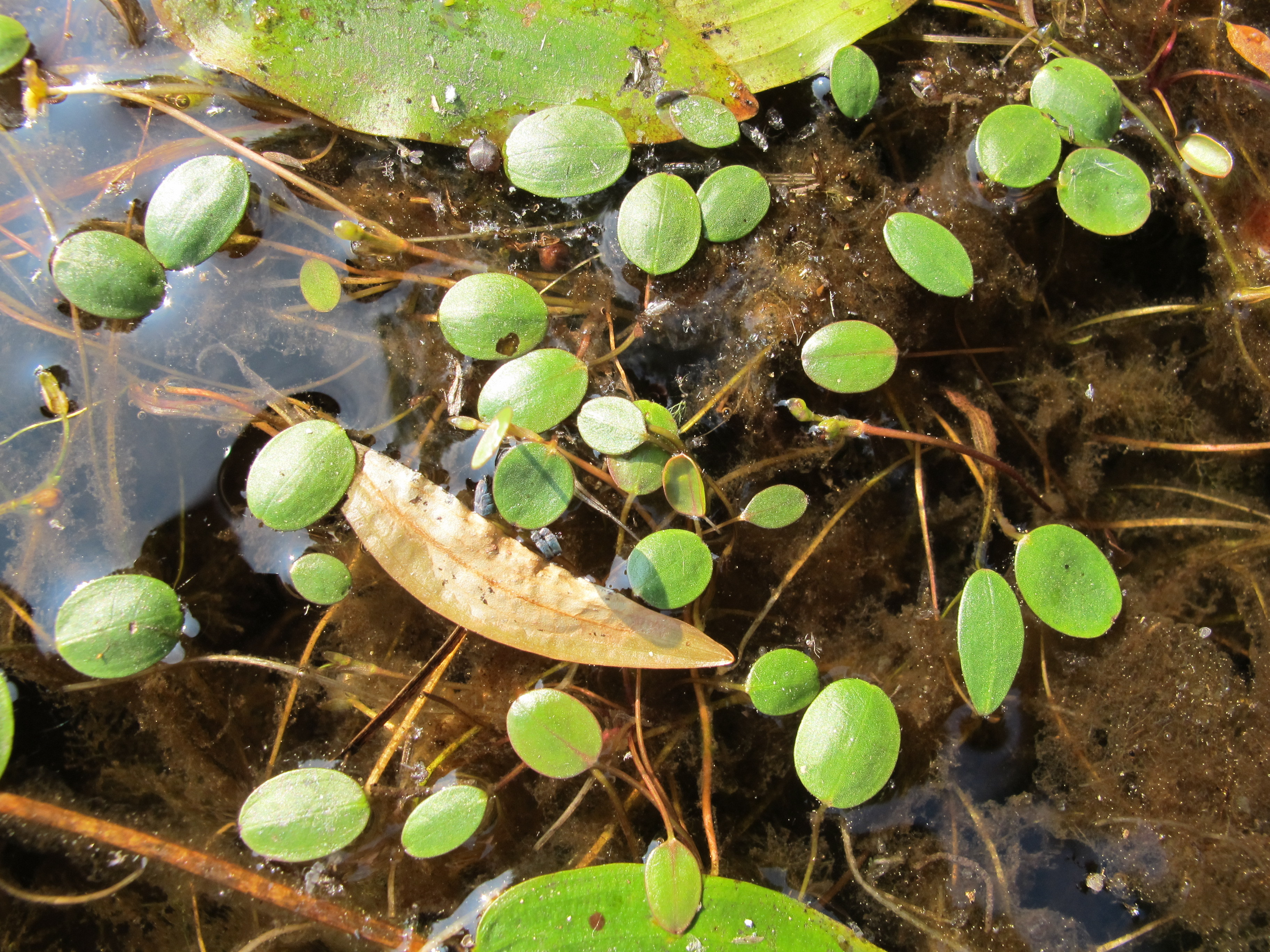
Drijvend eirond blad